# Колетт Голл
Колетт Голл (англ. Colette Hall; нар. 3 липня 1973) — колишня британська тенісистка.
Найвищу одиночну позицію світового рейтингу — 322 місце досягла 21 вересня 1992, парну — 396 місце — 8 червня 1992 року.

## Фінали ITF

### Одиночний розряд (0–1)
| Результат | Дата           | Турнір                        | Покриття | Суперниця  | Рахунок  |
| --------- | -------------- | ----------------------------- | -------- | ---------- | -------- |
| Поразка   | 10 травня 1992 | Бат (Англія), Велика Британія | Ґрунт    | Сара Гомер | 1–6, 0–6 |

### Парний розряд (0–1)
| Результат | Дата           | Турнір                           | Покриття | Партнерка  | Суперниці                | Рахунок  |
| --------- | -------------- | -------------------------------- | -------- | ---------- | ------------------------ | -------- |
| Поразка   | 26 квітня 1993 | Лі-он-зе-Солент, Велика Британія | Тверде   | Валда Лейк | Паула Іверсен Мішел Мейр | 2–6, 4–6 |